# Selma's Choice
"Selma's Choice" är avsnitt 13 från säsong fyra av Simpsons och sändes på Fox den 21 januari 1993. I avsnittet vill Selma skaffa barn efter att hennes moster avlidit utan fått några barn. Men efter att hon suttit barnvakt åt Bart och Lisa på tivolit Duff Gardens ändrar hon sig. Avsnittet skrevs av David M. Stern och regisserades av Carlos Baeza. Phil Hartman gästskådespelar som Lionel Hutz, Troy McClure och en underofficer.

## Handling
Efter att ha sett en annons på TV för Duff Gardens bestämmer sig Homer, Bart och Lisa för att åka dit. Medan de packar för resan stoppar Marge deras planer då hon precis fått reda på att henne moster Gladys har avlidit och de ska på begravning istället. Familjen åker på begravningen med Patty och Selma som äger rum i Littleneck Falls. Efter begravningen läses testamentet upp, Marge får Gladys samling av chips som ser ut som kändisar, Jacqueline får hennes leguan Jub-Jub, Patty och Selma får en klocka och en uppmaning att skaffa familj innan det är för sent. Selma tar uppmaningen på allvar och inser att hon vill ha barn och börjar dejta bland invånarna i Springfield. Hon skickar en film om sig själv till en videodejtingsbyrå men blir avvisad av alla, hon besöker en spådam som ger henne en dryck som ska göra män attraherade av henne men inget lyckas. Hon får till en dejt med Hans Moleman då han försöker förnya sitt körkort men då hon inser hur deras barn skulle se ut lämnar hon honom.
Lisa föreslår Selma att göra en insemination och hon besöker spermadontationscentralen och får hem en tidning där hon kan se killar hon kan välja bland. Nästa dag ska Homer äntligen ta Bart och Lisa till Duff Gardens men han har blivit matförgiftad efter att ha ätit en stor sandwich som blivit gammal. Men Bart och Lisa vill gå, så Selma åker med dem istället medan Marge är hemma med Homer och tar hand om honom. Selma har det jobbigt att vakta Bart och Lisa i nöjesparken och då de lämnar den inser hon att hon inte klarar av barn just nu och väljer att vänta med att skaffa ett. Som tröst ger Jacqueline sin leguan till Selma istället och hon blir direkt kär i den.

## Produktion
David Stern ville göra ett till avsnitt med Patty och Selma efter att han skrev "Principal Charming" eftersom han ansåg det viktigt att hålla de karaktärerna vid liv. Avsnittet regisserades av Carlos Baeza. Avsnittet är det enda där Julie Kavner gjorde fem röster i en scen. Episoden med Gladys chips är baserad på en person som besökte  The Tonight Show Starring Johnny Carson med chips som såg ut som riktiga personer. Jub-Jub medverkade för första gången, hans namn skapades av Conan O'Brien. Phil Hartman gästskådespelar som Lionel Hutz, Troy McClure och en underofficer.

## Kulturella referenser
Marges flashback av sig själv och sina systrar som simmar i en sjö är baserad på Tidvattnets furste. Duff Gardens är en parodi på Busch Gardens. I tivolit spelas låten Hooray for Everything som är en parodi på Up with People. Även låten "Walk on the Wild Side" framförs. Homer och Bart börjar sjunga en låt från Trollkarlen från Oz då de sitter i bilen. Gladys har dikten "The Road Not Taken" i sitt testamente. Låten som spelas under en attraktion som Bart, Lisa och Selma går på är en parodi på "It's a Small World ". Paraden är en parodi på Disneys Main Street Electrical Parade. När Lisa säger att hon är ödledrottningen är det en referens till dikten "Celebration of the Lizard".

## Mottagande
Avsnittet hamnade på plats 27 över mest sedda program under veckan med en Nielsen ratings på 14.2. I boken I Can't Believe It's a Bigger and Better Updated Unofficial Simpsons Guide har Warren Martyn och Adrian Wood kommenterat avsnittet att det är ett bra avsnitt med Selma, Marge och Homer men att det bästa är barnen och deras glädje över Duff Gardens. I boken Planet Simpson: How a Cartoon Masterpiece Documented an Era and Defined a Generation har Chris Turner skrivit att avsnittet innehåller en vanlig handling med stora skämt och hade några studenter där publiken gillas. Han anser att de sista minuterna av avsnittet ger bara skratt.